# معركة فارسكور (1219)
معركة فارسكور هي معركة مرتبة وقعت بين جيش الحملة الصليبية الخامسة وجيش الأيوبيين في 29 أغسطس 1219 (الموافق 9 جمادى الآخرة 616 هـ) خارج المعسكر الأيوبي عند فارسكور. وقع القتال فيما كان حصار دمياط لا يزال جارياً. انتهت المعركة بانتصار الأيوبيين، ومع ذلك كان لانتصارهم تأثيراً محدوداً على مجريات الحرب.

## قرار المعركة
تراجع السلطان الأيوبي الكامل من محيط دمياط إلى مدينة فارسكور في فبراير 1219. حاصر الصليبيون المدينة وقاموا بالالتفاف حول معسكرهم. كان هناك قتال مستمر بينهم وبين قوات الكامل. سار الصليبيون نحو فارسكور في مايو 1219، بناءً على اقتراح من الكاردينال بيلاغيو غالفاني [الإنجليزية]، لكن السلطان رفض خوض القتال.
وصل الإحباط في صفوف الصليبيين إلى نقطة اللاعودة بعد فشل محاولة الهجوم على جدران دمياط في 24 أغسطس. أصبح المشاة والعوام ينتقدون القيادة بشدة وشكلوا مجلساً يضم أيضا رجال دين وفرسان. وفقاً لجاك دي فيتري [الإنجليزية]، كان الهجوم الجديد على الكامل هو السبيل الوحيد «لتهدئة تذمر العامة وبعض رجال الدين». كان الهدف هو السير براً والإبحار عير نهر النيل في وقت واحد لمهاجمة معسكر الكامل وسفنه بالقرب من فارسكور، مما يجبره على التراجع أكثر وعدم تحرير المحاصرين مما يجعلهم يركزون كلياً على المدينة.

## التحضيرات
لم يُذكر حجم الجيش الصليبي الذي زحف إلى فارسكور في أي من المصادر العديدة. ويبدو أنه كان على الأقل 10,000 رجل قوي. ساروا خفافاً، بلا عربات أو بغال وبقليل من المؤنة. فقد كانوا يعتمدون على السفن في الإمدادات. كان على السفن أن تربط أي سفن مصرية تصادفها. وفقاً لـ«مقتطفات من سقوط دمياط» (باللاتينية: Fragmentum de captione Damiatae)، تُرك المعسكر الصليبي في أيدي 4000 مشاة و400 من سلاح الفرسان تحت قيادة رالف سان أومير [الإنجليزية]. وفقا لأوليفر من بادربورن، فإن القليل من الصليبيين رغبوا في البقاء في المعسكر.
كان فرنسيس الأسيزي ورفيقه، ألوميناتوس عكا [الإنجليزية]، قد وصلا إلى المعسكر الصليبي قبل وقت قصير من قرار مهاجمة فارسكور. وفقاً لسيرة توماس من سيلانو [الإنجليزية] عن فرانسيس، كان لدى القديس المستقبلي هاجس أن الصليبيين كانوا في طريقهم للهزيمة. أقنعه ألوميناتوس بالتحدث فألقى عِظة يحذر فيها الصليبيين والذين لم يؤخذوه على محمل الجد، لكن لاحظ الكتاب اللاحقين المفارقة في خروج الصليبيين في ذكرى قطع رأس يوحنا المعمدان.

## الزحف
انطلقت الكتيبة الرئيسية الزاحفة على فارسكور تحت قيادة ملك القدس جان دي بريين نظرياً في 29 أغسطس. كما حضر الكاردينال بيلاغيوس والبطريرك رالف من أورشليم [الإنجليزية] وجاك دي فيتري [الإنجليزية]. كانت طليعة الجيش، التي تضمنت كتيبة فرسان الهيكل، تحت قيادة هنري دي بوهون [الإنجليزية]. قُسم الجيش إلى كتائب، يقود كل منها، وفقاً لـ«تاريخ هرقل [الإنجليزية]»، قائد متمرس.
فيما اضطرت القوات البحرية للتراجع بسبب ضعف الريح. أصاب هذا الجيش بالشلل خلال حرارة النهار، لأن الصليبيين لم يحملوا الماء الكافي للمسيرة. كان هناك قناة تربط فارسكور بالنيل، لكن مياهها كانت آسنة. وقد اجتازها الصليبيون دون مقاومة. عندما تحول الصليبيون إلى الداخل نحو معسكر الأيوبيين، رأوا بعض المصريين يهجرون معسكرهم، الأمر الذي اعتبره أوليفر من بادربورن خدعة. عقد القادة مجلساً للبت فيما إذا كان يجب استمرار الهجوم أو إذا كان ينبغي للجيش العودة إلى حصار دمياط. على الرغم من أن جان دي بريين دعا إلى إقامة معسكراً لقضاء الليل، فقد اُتُخذ القرار بالانسحاب.
بينما كان القادة يعقدون مجلسهم، بدأ انضباط الرتب في الانهيار. إذ بدأ البعض في نهب المعسكر المصري المهجور، بينما تاه آخرون بحثاً عن الماء. فتر حماس جنود العامة الذين سخروا من فرانسيس الأسيزي قبل ساعات فقط.

## المعركة
كانت معركة فارسكور أول معركة منظمة خلال الحملة الصليبية الخامسة تقع خارج الحصون. بعد اندفع الجيش إلى الداخل، هاجم بعض الفرسان، ربما من البدو، النساء في مؤخرة الجيش على ضفاف النيل، اللائي كن يجمعن الماء للقوات. طردهم جان دي بريين، لكن فعله أُسيء تفسيره على أنه انسحاب من قبل فرقة من المشاة من روما، الذين تشتتوا وهربوا. عندما أدرك المصريون انهيار الضبط والربط في الجيش الصليبي، أرسلوا مفرزة من رماة الخيول لمهاجمة الجناح الأيمن. فهزموا قوة قوامها 100 فارس من مملكة قبرص.
وضرب هجوم مصري ثان القلب بسهام ورماح ورمانات من النار الإغريقية. وسرعان ما انهار المشاة الإيطاليين. حتى أن بعض فرسان الإسبتارية انضموا إلى هذا الفرار الفوضوي. تعرض الإيطاليون لانتقادات شديدة في معظم الروايات المكتوبة عن المعركة. وفقاً لأوليفر، فإن بيلاغيوس والبطريرك رالف «توسلا» إلى الرجال البقاء في تشكيلاتهم دون طائل وسرعان ما تحولت المعركة إلى هزيمة.
بقي جزء من الجيش الصليبي في التشكيل، وحافظ على جبهة ضد المصريين. وشمل ذلك جنود بيزا، وفرسان الهيكل، والفرسان التوتونيين، وفرسان الإسبتارية الذين لم يفروا، بالإضافة إلى الوحدات التي يقودها جان دي بريين ورانولف دي بلوندفيل [الإنجليزية] ووالتر بيرثوت، وسيمون الثالث فون ساربروكن [الإنجليزية] وويليام الأول كونت هولندا، وجورج فون ڤايد.
انفصلت العديد من مجموعات الصليبيين عن الجيش الرئيسي خلال الانسحاب الفوضوي، والتي حوصرت وقُضي أو أُسر رجالها. نظرًا لأن معسكرهم كان محمياً بخندق، فقد كان لا بد من عبوره عبر طريق الجسور المتحركة. حاول بعض الجنود في عجلة من أمرهم العبور من خلالها. قُتل بعضهم خلال التدافع وغرق آخرون. بينما تولى فرسان الهيكل زمام المؤخرة أثناء تراجعهم المنظم، فيما كاد جان دي بريين أن يُقتل بالنار الإغريقية. ومع ذلك، فقد شن في وقت ما هجوماً على الخط المصري. وفقًا لمصادر عديدة، ظل فرسان الهيكل خارج المعسكر الصليبي حتى عاد آخر الشاردين.

## الخسائر
لا تتفق المصادر على عدد الخسائر. في رسالة، زعم جيمس أوف فيتري أن أكثر من 200 فارس و2000 من المشاة قتلوا. يذكر «تاريخ هرقل» ضعف هذه الأرقام: 400 فارس و4000 من العامة. يتفق «تاريخ بطاركة الإسكندرية» مع «تاريخ هرقل» على أن 400 فارس قد قُتلوا، لكنه يقدر العدد الإجمالي للقتلى بنحو 2000. أقل عدد ذكره أي مصدر هو 80 فارساً و1000 قتيل من العامة. بشكل عام، تشير هذه الأرقام الإجمالية إلى أن بضع مئات من الفرسان وبضعة آلاف من جنود المشاة قتلوا أثناء المعركة.
بالنسبة للتنظيمات العسكرية، من المعروف أن 33-50 فرسان الهيكل، و30 من الفرسان التوتونيين، و13-32 من فرسان الإسبتارية قتلوا أو أُسروا. كان مارشال فرسان الإسبتارية المجهول اسمه من بين القتلى. كان سيغموس دي مونتي أحد القتلى القلائل الذين ذُكرت أسمائهم. فيما تعد قائمة الأسرى المعروفين الذين أُسروا في المعركة أطول:
- ميلو دي نانتويل [الإنجليزية] وشقيقه أندرو
- غوتييه دي فيلبيون الثاني وابنه آدم
- يوحنا الثاني دي أركيس
- هنري فون أولمن
- رالف الثامن دي بومونت-أو-مين
- فيليب الثاني دي بلانسي
- أندريه دي مونبارد، لورد إبواز
- أنسلم، عمدة سانت أومير
- ميلو، لورد سانت فلورنتين
- أودو، لورد شاتيلون أون بازوا

على الرغم من أن الأسطول الصليبي لم يكن له أي تأثير على المعركة، فقد غرقت سفينة واحدة ومات 200 رجل.

## النتائج
```

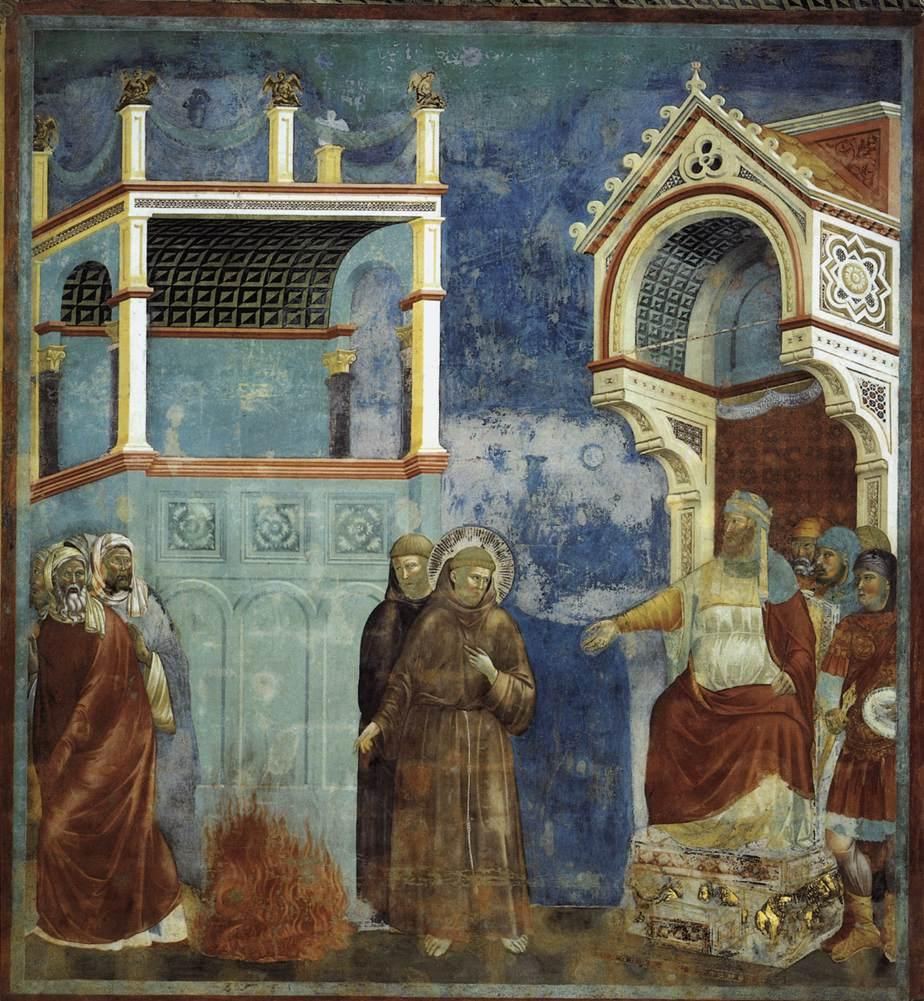
فرانسيس الأسيزي وإيلوميناتوس خلال زيارة الكامل

لم تكن معركة فارسكور ذات أهمية استراتيجية، على الرغم من أنها كانت هزيمة تكتيكية للصليبيين. حيث لم ينقطع حصار دمياط. طلب السلطان، الذي أرسل أسيراً مسيحياً كمبعوث، عقد هدنة. في غضون ثلاثة أيام من المعركة، اتُفق على هدنة، على الرغم من عدم تسجيل شروطها. ومع ذلك استمر حصار دمياط.
[
18
]
 خلال هذه الهدنة، تجاوز فرنسيس الأسيزي وإيلوميناتوس خطوط القتال بإذن من بيلاغيوس، وزارا الكامل في معسكره.
[
19
]
 كما أجرى بيلاغيوس وجان دي بريين مفاوضات مع الكامل خلال هذه الفترة. ظل الاستياء بين القيادات عالياً، حيث اعتقدت القوات أن الكامل كان يشتري الوقت فحسب.
[
20
]
  عرض السلطان في وقت من الأوقات تسليم 
القدس
 إذا تخلى الصليبيون عن مصر، لكنهم رفضوا، بعد أن نقض 
المعظم
 شقيق الكامل 
دفاعات القدس
، ربما استعداداً للعرض.
[
21
]
 كسر الكامل الهدنة في 25 سبتمبر، لكن دمياط استسلمت في 5 نوفمبر.
[
20
]
```

أثار دور الفرسان التوتونيون خلال معركة فارسكور إعجاب المعاصرين بشكل كبير. قُدم جمع من التبرعات لتنظيمهم رداً على دورهم في المعركة. قدم جايلز شقيق والتر بيرثوت تبرعاً في سبتمبر 1219، مشيراً أيضاً إلى كيفية رعاية الفرسان التوتونيين للصليبيين الأشد فقراً.